# Dolane
Dolane – wieś w Słowenii, w gminie Cirkulane. W 2018 roku liczyła 161 mieszkańców.